# Zespół niebieskich pieluszek
Zespół niebieskich pieluszek (ang. blue diaper syndrome) – rzadka choroba genetyczna o typie dziedziczenia autosomalnym recesywnym. Obecnie wiąże się chorobę z mutacją genów LAT2 lub TAT1, powodującymi zaburzenia metaboliczne polegające na zaburzeniu wchłaniania tryptofanu. Aminokwas ten ulega degradacji pod wpływem bakterii w świetle jelita do barwników indolowych, które następnie zostają wydalane przez nerki i wreszcie po zetknięciu z powietrzem ulegają utlenianiu, zmieniając kolor moczu na niebieski.
Choroba objawia się także zaburzeniami ze strony przewodu pokarmowego, gorączką i zaburzeniami widzenia.
Chorobę opisano w 1964 roku.